# Переира тврди да
Переира тврди да (итал. Sostiene Pereira) , роман је писца Антонија Табукија (итал. Antonio Tabucchi Пиза 23.9.1943 – Лисабон, 25.3.2012), италијанског књижевника и професора португалске књижевности и језика. Роман је написан 1994. године.

## Жанр
Переира тврди да… политички је роман. Указује на разноликост путева којима се може кретати један политички роман. Судећи по наслову, рекло би се да је роман настао преписивањем полицијских записника са суђења Переири, лисабонском новинару. Табуки је преиспитао суштинске етичке вредности интелектуалаца, показавши да истина мора да пронађе пут упркос тиранији и цензури.

## О делу
Радња се дешава августа 1938. године, уочи Другог светског рата, током диктатуре Антониа де Оливиера Салазара. Главни лик Переира стари је уредник културне рубрике португалских новина Лижбоа. Он воли књижевност и практично проводи цео свој живот пишући. Пише у културној рубрици некрологе великих писаца који би могли умрети сваког тренутка. Табуки у свом поговору недвосмислено тврди да је својевремено у Паризу упознао човека који је под Салазеровом диктатуром четрдеетих година прошлог века имао озбиљних проблема са полицијом и због тога био приморан да се одлучи на изгнанство.
Переира упознаје младог човека Монтеира Росија и ангажује га да пише читуље за велике писце. Монтеиро Роси умире насилном смрћу услед батина које је добио од полиције тадашњег режима. Переира успева да убаци чланак у новине за које ради о убиству и осуди тренутне власти.

### Стил приповедања
Табуки потенцира динамику приповедања инсистирајући на кратким реченицама које попут Камијевих, притиснуте лењом врелином августовског сунца, крију неслућене преокрете. Оваква проза разгрће простор у коме се људска хуманост и достојанство могу указати понекад и под претећим околностима политичке угрожености или можда управо због њих.

### Переира тврди да…
Табуки користи насловну реченицу као лајтмотив, преокреће основну тему романа и читаоца доводи у недоумицу. Рекло би се да је чак роман настао преписивањем полиијских записника са суђења извесном Переири, остарелом лисабонском новинару. Врбовац цитат Переирине тврдње се односе искључиво на баналне и свакодневне догађаје из јунаковогживота и тиме измичу веродостојности потенцијалног саслушања. Оне воде читаоца паралелним путањамаинтимне људске приче о усамљености и старости, о магијској моћи успомена, али и о људској снази, која се огледа у чињеници да живот никад није непроменљива категорија.

### Последња реченица романа
Последња реченица романа не пружа читаоцу коначно разрешење судбине главног јунака, већ му ставља на вољу да ову причу тумачи у складу са сопственим животом и приликама земље у којој се налази.
| „ | Боље да пожури, Лижбоа ће ускоро изаћи и није било времена за губљење, тврди Пререира. | ” |

## Ликови
- Переира, новинар и главни лик романа
- Монтеиро Роси
- Марта, девојка Монтеира Росија

## Издања у Италији
Табукијев роман носи у себи актуелност и током 1994. године је доживела за само десет месеци тринаест издања.

## Цитат из романа
| „ | Переира тврди да га је упознао једног летњег дана. Био је то предиван летњи дан, прозрачан и обасјан сунцем, а Лисабон је блештао… Тог дивног летњег дана, док је атлантски поветарац миловао врхове крошњи, сунце блистало, а град светлуцао, дословно светлуцао под његовим прозором купајући се у плаветнилу, оном плаветнилу што се ретко виђа, тврди Переира, тако оштром да је безмало рањавало очи, он се препустио мислима о смрти... Переира тврди да је град врвео од полиције, те вечери. Било их је свуда. | ” |

## Занимљивост
Из Белешке на крају књиге Антонио Табуки је написао да је роман завршио током два једнако врела месеца напорног и грозничавог рада. Завршио је писање последње реченице 25. августа 1993. године, на рођендан своје кћери. 
| „ | На тај радостан дан рођења мог детета, захваљујући снази писања, рођена је и прича о животу једног човека. У том недокучивом заплету догађаја који нам богови дарују, све ово можда има неки свој смисао. | ” |